# Municipio de Pine (condado de Clearfield)
El municipio de Pine (en inglés: Pine Township) es un municipio ubicado en el condado de Clearfield en el estado estadounidense de Pensilvania. En el año 2000 tenía una población de 77 habitantes y una densidad poblacional de 0.9 personas por km².

## Geografía
El municipio de Pine se encuentra ubicado en las coordenadas 41°07′36″N 78°29′55″O / 41.12667, -78.49861.

## Demografía
Según la Oficina del Censo en 2000 los ingresos medios por hogar en la localidad eran de $53,750 y los ingresos medios por familia eran de $61,875. Los hombres tenían unos ingresos medios de $36,500 frente a los $33,750 para las mujeres. La renta per cápita de la localidad era de $26,319. Alrededor del 6,8% de la población estaba por debajo del umbral de pobreza.